# Кох, Нильс Фабиан Хельге фон
Нильс Фабиан Хельге фон Кох (швед. Niels Fabian Helge von Koch, 25 января 1870 — 11 марта 1924) — шведский математик, брат композитора Сигурда фон Коха.

## Биография
Родился в 1870 г. в Стокгольме. В 1887—1892 гг. учился в Стокгольмском институте, по завершении которого стал доктором философии и доцентом. В 1905 г. получил звание профессора математики при Технологическом институте, а в 1910 г. стал членом Шведской Академии наук.
Специалист преимущественно по теории чисел.
В статье «Об одной непрерывной кривой, не имеющей касательных…» (фр. Sur une courbe continue sans tangente, obtenue par une construction géométrique élémentaire; 1904) впервые описал кривую Коха — один из самых ранних и самых известных примеров фрактала.